# Plaslaar

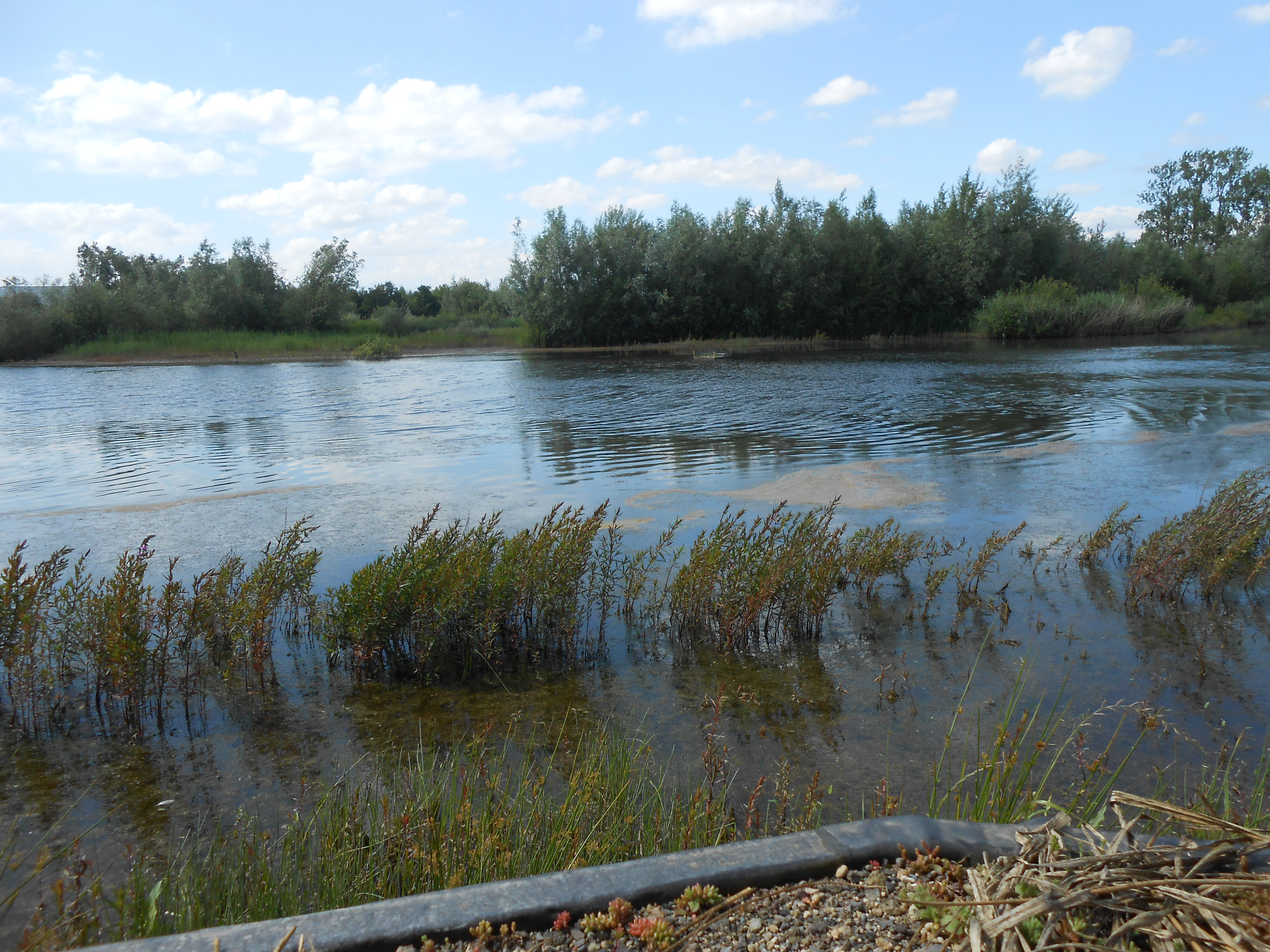
Zicht vanuit de vogelkijkhut aan het overstromingsgebied.

Plaslaar is een site aan de noordrand van Lier in de Belgische provincie Antwerpen. De site omvat enkele bedrijven van het KMO-bedrijventerrein Plaslaar/Duwijck, een paar straten en het provinciaal overstromingsgebied Plaslaar. 

## Overstromingsgebied Plaslaar
Dit overloopgebied werd, evenals het overstromingsgebied Bogerse Plassen, door de provincie Antwerpen in 2010-2012 aangelegd om de wijken aan de noordrand van Lier, Lisp, Plaslaar en Bogerse Velden, te beschermen tegen wateroverlast bij extreme weersomstandigheden. 
De zone is ecologisch ingericht als natuurgebied rond de meanderende Duwijkloop, die bij hevige regenval hier kan uitdijen in permanente poelen. Het gebied blijkt een habitat van vlinders, bijen, insecten en amfibieën, en een welkome rustplek bij heel wat watervogels. Die zijn te bekijken vanuit een vogelkijkhut, en rondom de plas is een wandelroute van 1,5 kilometer aangelegd. 
Het 8 hectare groot gebied is toegankelijk via een hoofdingang en twee duwpoortjes aan de Plaslaar(straat), en één aan Kelderveld. 